# Alwar
Alwar là một thành phố và là nơi đặt hội đồng đô thị (municipal council) của quận Alwar thuộc bang Rajasthan, Ấn Độ.

## Địa lý
Alwar có vị trí 27°34′B 76°36′Đ / 27,57°B 76,6°Đ Nó có độ cao trung bình là 271 mét (889 feet).

## Nhân khẩu
Theo điều tra dân số năm 2001 của Ấn Độ, Alwar có dân số 260.245 người. Phái nam chiếm 53% tổng số dân và phái nữ chiếm 47%. Alwar có tỷ lệ 73% biết đọc biết viết, cao hơn tỷ lệ trung bình toàn quốc là 59,5%: tỷ lệ cho phái nam là 80%, và tỷ lệ cho phái nữ là 64%. Tại Alwar, 13% dân số nhỏ hơn 6 tuổi.